# Jan Hus
Jan Hus (Husinec, oko 1371. – 6. srpnja 1415.), češki kršćanski protestantski teolog, propovjednik i reformator. Bio je privremeno Rektor Karlovog sveučilišta u Pragu.  Spaljen je na lomači 6. srpnja 1415. tijekom Sabora u Konstanzu.

## Životopis
Porijetlom je iz seljačke obitelji, rođen u mjestu Husinec u Češkoj. Svakog 6. VII u Češkoj se slavi nacionalni blagdan "Dan Jana Husa" (Den upálení mistra Jana Husa), kao spomen na hrabrog borca za reformaciju i protiv nauka Katoličke crkve. Njegov bliski prijatelj Jeronim Praški spaljen je 1416. jer se nije htio odreći Husove nauke.
1396. magistrirao na Karlovu sveučilištu u Pragu., 1401. postao dekan Filozofskog fakulteta, a 1402. rektor sveučilišta. 1406. dovršio je svoj spis O češkom pravopisu, u kojem je dao osnovicu ne samo za češki pravopis, već i za način kako treba prilaziti reformi pravopisa uopće. Zato Husa smatraju tvorcem Češkog književnog jezika.

## Nauk
U svojim javnim istupima Hus je osuđivao zlouporabe, te razuzdani život klera, zahtijevao je skromniju Crkvu, prevođenje Biblije na narodni jezik, te odbacio mnoge nauke Katoličke crkve. Kako se Češka Crkva nalazila u rukama njemačkih svećenika, Husovo je učenje u narodu, nezadovoljnom crkvenim učenjima i stanju moralnog rasula crkve, zadobilo velik broj pristaša. 1409. protupapa Aleksandar V. proglasio ga je heretikom, te ekskomunicirao iz crkve. Kada je 1412. ustao protiv bule protupape Ivana XXIII. kojom se podjeljuju oprosti, ekskomunikacija je ponovljena. Njegovu pozornost na Bibliju kao jedini teološki autoritet skrenuli su spisi Johna Wycliffa.
1412. održao je poznati govor "Quaestio magistri Johannis Hus de indulgentiis" koji je doslovce bila kopija zadnjeg poglavlja Wycliffove knjige De ecclesia (o crkvi), u njemu je među ostalim istaknuo da čovjek oprost od grijeha dobiva stvarnim pokajanjem, a ne kroz novac. Doktori teologije s Praškog sveučilišta odgovorili su na to braneći svoje tvrdnje o tome da se oprost grijeha dobiva novcem[nedostaje izvor]. Narod je naravno odbacio takvo učenje, a Hus i njegovi pristaše spalili papinu bulu. Praški kler potom se posredovanjem Michael de Causisa požalio papi, koji je potom svome kardinalu naredio da se obračuna s Husom ne iskazivajući milost[nedostaje izvor].
Jan Hus je na to uzvratio da je Isus Krist, a ne papa vrhovni sudac. Govoreći o dogmama katoličke crkve izjavio je "Čak i da me stave na lomaču koja mi je već pripremljena, nikad ne bih prihvatio njihova teološka učenja". Propovijedao je nepatvoreno evanđelje i odbacio crkvena vjerovanja koja nisu imala veze sa Svetim pismom. Govoreći o papi on kaže sljedeće: "Papa je antikristova inkarnacija", čak je išao i dalje te je dodao da ga se može naći u Rimu.

## Suđenje
Jan Hus je dobio poziv da prisustvuje koncilu u Konstanzi od cara Žigmunda Luksemburškog, koji mu je osobno jamčio da mu neće biti suđeno na tom koncilu. Nakon rasprava s koncilijaristima, Hus je rekao kako je došao bez ičije privole te je nakon toga Žigmund prestao štititi Husa te je on procesuiran. Tijekom suđenja u Konstanzi čvrsto je branio istinu te u prisutnosti crkvenih i državnih velikodostojnika uputio protest protiv pokvarenosti svećenika. Hus je zadnji put izveden pred sabor, odbivši poziv da odbaci svoja učenja, izrečena mu je smrtna presuda i počela ceremonija degradacije. Biskupi su ga obukli u svećeničku halju, a on je uzevši je rekao: "Naš gospodin Isus Krist bio je ogrnut bijelim plaštem u znak poniženja kada Ga je Herod odveo pred Pilata". Kada su ga ponovno pozvali da se odrekne svoga učenja, odgovorio je obrativši se narodu: "Kako bih se usudio pogledati u nebo? Kako bih mogao pogledati to mnoštvo ljudi kojima sam propovjedao čisto evanđelje? Ne! Smatram da je njihovo spasenje vrednije od ovog mog jadnog tijela osuđenog na smrt." Tada je s njega skinuta odjeća, i to dio po dio, dok je svaki biskup obavljao svoj dio ceremonije, izgovarajući nad njime po jedno prokletstvo. Na kraju su mu na glavu stavili papirnatu kapu u obliku mitre s natpisom "Arhiheretik" i nacrtanim likovima đavola. "S najvećom radošću nosit ću ovu krunu sramote za Tebe, Isuse, koji si radi mene nosio trnov vijenac", uzviknuo je Hus. Nakon što su ga odjenuli crkveni velikodostojnici rekoše: "Sada predajemo tvoju dušu Đavlu", "A ja", uzviknuo je Hus "predajem svoju dušu u tvoje ruke Gospode Isuse, jer si me ti otkupio". Odveden na stratište i privezan za stup lomače, još je jednom pozvan da odbaci svoje "zablude". Hus je uzviknuo "Kakvih zabluda da se odreknem? Ne osjećam se uopće krivim. Zazivam Boga za svjedoka da je sve što sam ja pisao i propovjedao bilo s ciljem da spasim duše od grijeha i propasti, spreman sam stoga vlastitom krvlju zapečatiti istinu koju sam propovjedao". Kada je oko njega buknuo plamen, počeo je pjevati: "Isuse, sine Davidov, smiluj mi se", i tako je nastavio dok njegov glas nije potpuno utihnuo. 
Među ostalim pogubljen je zbog odbacivanja nauka o Čistilištu, oprostu grijeha, papi kao poglavaru crkve, raskoši i oholosti svećenika, te odbacivanja crkvene predaje, u korist evanđelja, vezano za crkvena učenja[nedostaje izvor].

## Poslije njegove smrti
Njegova smrt pokrenula je lavinu prosvjeda i Husitske ratove neposredno nakon njegove smrti. Papa i Žigmund organizirali su do 1431. nekoliko neuspjelih križarskih vojni protiv husita. Tada se Žigmund uspio nagoditi s husitima, pa su sukobi prestali.
Povijesna je zanimljivost da isti papa koji ga je osudio na smrt protupapa Ivan XXIII. bačen u isti zatvor u kojem je on utamničio Jana Husa i bio zatvoren zbog ubojstva, simonije (kupovanje papinske titule), preljuba i ostalih grijeha, te tamo ostao do 1418., a umro godinu dana poslije. Osudio ga je crkveni Koncil u Konstanzu, te ga i službeno proglasio protupapom.
Govoreći o Janu Husu Martin Luther je izjavio: "Ako se takvog čovjeka smatra heretikom, onda nitko na svijetu nije pravi kršćanin."
O Janu Husu izjasnio se i papa Ivan Pavao II. u svome govoru sudionicima Međunarodnog simpozija o Janu Husu 17. prosinca 1999., rekavši: »Osjećam dužnost izreći duboku žalost zbog okrutne smrti kojoj je podvrgnut Jan Hus, te zbog rane koja je time nanijeta umu i srcu češkoga naroda, što je postalo izvorom sukoba i podjela. Već za svoga prvog posjeta Pragu izrazio sam nadu da će se moći poduzeti odlučno koraci na putu pomirenja i istinskoga jedinstva u Kristu. Rane prošlih stoljeća moraju se liječiti novim uvidom i utemeljenjem potpuno obnovljenih odnosa«.